# Kővágó Zoltán
Kővágó Zoltán (Szolnok, 1979. április 10. –) olimpiai ezüstérmes magyar atléta, diszkoszvető.

## Sportpályafutása
1996-ban, a Szolnoki MÁV versenyzőjeként, Sydneyben ifjúsági világbajnokságon negyedik volt. 1997-ben bronzérmet szerzett az ifi Eb-n. 1998-ban aranyérmes lett az Annecyben rendezett junior világbajnokságon. Ebben az évben állhatott először dobogóra a felnőtt ob-n. A budapesti felnőtt Európa-bajnokságon kiesett a selejtezőben. Az 1999-es utánpótlás Európa-bajnokságon hatodik volt. 2000-ben kiharcolta az olimpiai szereplés lehetőségét. Az országos bajnokságon harmadik lett. A Golden League sorozatban Zürichben kilencedik, Brüsszelben ötödik lett. Az olimpián három érvénytelen kísérlettel kiesett a selejtezőben. 2001-ben az utánpótlás Európa-bajnokságon lett aranyérmes. Ebben az évben szerezte első felnőtt magyar bajnoki címét. A világbajnokságon kiesett a selejtezőben. 2002-ben második lett az ob-n, amivel kivívta az Európa-bajnoki szereplés lehetőségét. Az Eb-n hetedik helyezett lett.
A 2003-as ob-n ismét második volt. A világbajnokságon nem jutott tovább a selejtezőből. 2004-ben újra magyar bajnok lett. Az athéni olimpiai játékokon a Bp Honvéd versenyzőjeként hatvannégy méter négy centimétert dobott a szám döntőjében, mellyel a litván Virgilijus Alekna mögött lett ezüstérmes.2005-ben megvédte bajnoki címét. A világbajnokságon a tizedik helyen végzett. 2006 májusában élete legjobb eredményét dobta. 2007-ben második lett az országos bajnokságon. A világbajnokságon kilencedik volt. 2008-ban három év után lett újra magyar bajnok. 2008-ban a pekingi olimpián csak a selejtezőig jutott, melyben a huszonegyedik helyen végzett.
2009-ben hatodik volt a világbajnokságon. 2010-ben a Gyémánt Liga sorozatban Sanghajban első, Rómában harmadik, Eugene-ben, Gatesheadben, Monacóban és Londonban második, Zürichben negyedik volt. A pontversenyben második lett. Az Európa-bajnokságon nem jutott a döntőbe. 2011-ben a visszavonulását fontolgatta. Júliusban, Párizsban teljesítette az olimpiai kiküldetési A-szintet. A Gyulai István Memorial Atlétikai Magyar Nagydíjon teljesített 69,50 méteres dobása a 2011-es világranglista első helyét jelentette Kővágó számára. A 2011-es atlétikai világbajnokságon a selejtezőben kiesett és 15. lett. 2012-ben a Gyémánt Ligában 3. volt Dohában, negyedik Rómában, első New Yorkban. Az Európa-bajnokságon második helyen jutott a döntőbe, ahol a bronzérmet szerezte meg. A londoni olimpia megnyitója előtti napon a Nemzetközi Sportdöntőbíróság 2 évre eltiltotta, mivel a vád szerint 2011-ben egy ellenőrzés során kivonta magát a doppingvizsgálat alól. A Magyar Atlétikai Szövetség álláspontja szerint egy vallomáson kívül semmilyen bizonyíték nincs az esetre. A döntés miatt nem indulhatott az olimpián.
2014 júliusában, a Gyulai-emlékversenyen versenyezhetett újra. A 2014-es atlétikai Európa-bajnokságon 61,14 méterrel 14. lett a selejtezőben és kiesett. 2015 júniusában teljesítette az olimpiai kiküldetési szintet. A 2015-ös atlétikai világbajnokságon 18. helyen kiesett a selejtezőben. A 2016-os atlétikai Európa-bajnokságon hatodik lett. Az olimpián hetedik helyen végzett.
2017-ben a Gyulai Memorialon  65,67 méterrel teljesítette a vb szintet. A világbajnokságon 59,46 métert ért el a selejtezőben. Ezzel a 22. lett.

## Rekordjai
- 58,70 m (1996. október 9., Szolnok) ifjúsági magyar csúcs
- 62,16 m (1997. május 9., Budapest) junior magyar csúcs
- 66,93 m (2001. július 1., Budapest) U23-as magyar csúcs
- 69,95 m (2006. május 25., Salon-de-Provence) Egyéni legjobbja

## Díjai, elismerései
- Kiváló Ifjúsági Sportoló (1997)
- Magyar Köztársasági Arany Érdemkereszt (2004)
- Az év magyar atlétája (2004)